# Великий Лог (селище)
Вели́кий Лог — селище в Україні, у Молодогвардійській міській громаді Луганського району Луганської області. З 2014 року є окупованим.

## Розташування
Селище розташоване на берегах річок Велика Кам'янка та Медвежа. Знаходиться за 22 км від районного центру — м. Сорокине. Найближча залізнична станція — Сімейкине, за 12 км.

## Історія
До 1925 року поселення мало назву Нижня Краснянка. У 1938 році отримало статус селища міського типу.
До 1762 року територія селищ Великий Лог та Верхня Краснянка складалась із 6 хуторів: Тришковський, Дикарьовка, Краснянка, Ждановський, Пересуньки, Нижня Краснянка. Хутори заселялись на початку 1762 року реєстровим козацтвом, пізніше родинами селян, яких обмінював пан Краснянський на мисливських собак із Орловської та Курської губерній.
Маєток пана Краснянського розташовувався в селі Верхня Краснянка. У 1862 році він почав будівництво Благовещенської церкви вниз по р. Кам'янка, тому Великий Лог називався Нижня Краснянка. Цю церкву зруйновано у 1969 році, а під її руїнами була знайдена пластина з написом: «Храм сей сооруженъ въ царствовании императора Александра Николаевича трудам и усердіемъ помъщиковъ Никифорова и жены его Устиніці СтепановойКраснянскихъ въ 1862 году».
У німецько-радянській війні на боці СРСР брали участь 546 жителів. Загинуло понад 170 осіб. 282 особи отримали радянські нагороди, а 42 мешканці нагороджені нагородами за відбудову зруйнованого господарства.
У радянські часи тут розташовувався відділок Сорокинської птахофабрики (4-й відділ), центральна садиба якої знаходилась в селищі Мирне. Відділок мав 3694 га сільськогосподарських угідь, з них 2582 га орної землі, водосховище з площею дзеркала 60 га. Напрямок господарства — зерно-м'ясо-молочний.
За трудові досягнення 12 трудівників нагороджено орденами та медалями. У 1948 році орденом Леніна нагороджені Д. А. Титієв, І. А. Титієв, Т. А. Титієв, П. М. Приходько, П. М. Литвинов, що працювали на найближчих шахтах.
Двоє мешканців селища мають звання «Почесний громадянин Сорокинського району»:
- Тупікова Варвара Михайлівна — очолювала селищну раду понад 10 років (1975—1985). Під час її головування збудовано двоповерховий будинок селищної ради та прокладено першу асфальтовану дорогу від селища Енгельсове до селища Верхня Краснянка, яка дала змогу з'єднати територію селищ із головною дорогою до м. Сорокине, завдяки чому розпочався автобусний рух.
- Ткачов Іван Федотович — почесний шахтар, повний кавалер орденів Шахтарської слави.

Дві жінки мають почесне звання «Мати-героїня»: Літвінова Надія Гаврилівна (5 дітей) та Живолуп Надія Євгенівна (7 дітей).

## Населення
За даними перепису 2001 року населення смт становило 743 особи, з них 5,25 % зазначили рідною мову українську, 94,35 % — російську, а 0,4 % — іншу.

## Інфраструктура
Нині в селищі діють загальноосвітня школа I—III ступенів, амбулаторія, клуб, бібліотека, відділення поштового зв'язку. Функціонують КФГ «Русанов» та ПП «Травянко», які спеціалізуються на вирощуванні зернових та технічних культур і розведені великої рогатої худоби.
У 2009 році за допомогою Українського фонду соціальних інвестицій збудовано прибудову до Великологівської ЗОШ.

## Пам'ятки
На території селища встановлено пам'ятник радянським воїнам, що загинули в боях за звільнення Великого Лога від німецько-фашистських загарбників.